# 阮文祿
阮文祿（發音：[ŋwiən˦ˀ˥ van˧˧ ləwk͡p̚˧˨ʔ]；1922年8月24日—1992年5月31日），也譯作阮文碌，越南律師、文學家和政治人物，曾任越南共和国总理（1967年10月31日－1968年5月17日）。1975年越南共和國滅亡後被投入再教育營，後流亡海外。

## 经历
阮文祿是永隆省周城郡隆周社人，1922年出生。1945年阮文祿參加反法抗戰，曾一度擔任過名爲《越盟報》的地下報紙的主編，在認識到越盟的共產主義本質後，他離開了抗戰隊伍，回到西貢從事出版和印刷工作。
1950年阮文祿前往法国留學，在法國蒙佩利爾大學取得法學學士學位，在巴黎大学取得法學碩士學位。回到西貢後，阮文祿從事律師工作。

### 政治生涯
1964年，阮文祿被選爲軍民委員會（Hội Đồng Dân Quân，從軍政府向民選政府過渡時期的立法機構）主席。1965年，阮高祺邀請阮文祿以副總統候選人身份與他聯名參加越南共和國總統選舉。在與阮文紹聯名參選後，阮高祺要求他任命阮文祿爲首屆政府的總理。
1967年11月，阮文祿被总统阮文绍任命为越南共和國总理。1968年，阮文祿被迫辞职，由陳文香接任總理，此後，他不再参与政治，转而從事教学工作，先後擔任安江和好大學的教授和西寧高臺大學的校長。

### 流亡
1975年越南共和國政權倒臺後，阮文祿被關入了再教育營，直到1980年才被釋放。1983年5月10日，阮文祿帶着家人乘坐小船逃離了越南。在此之前，他的13次逃離越南的嘗試都失敗了。1984年阮文祿抵達美國，定居於休斯頓。在休斯頓，阮文祿爲旨在引導青少年難民的“16-25”計劃工作。在65歲時，阮文祿前往法國定居。
1992年5月31日，阮文祿在法國巴黎去世，享年70歲。

## 文學創作

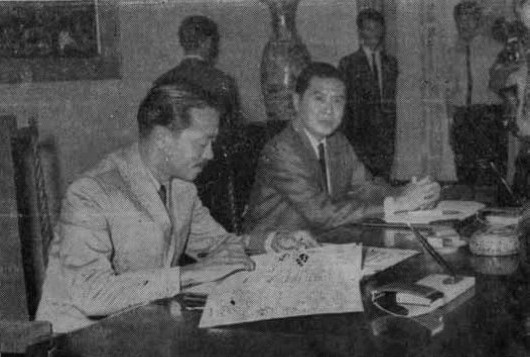
阮高祺（左）與阮文祿（右）交接儀式，1967年11月13日攝於獨立宮

阮文祿以山卿（Sơn Khanh）爲筆名進行文學創作，作品有：
- 詩集《心聲》（Tiếng Lòng），1942年
- 長篇小說《階級》（Giai Cấp），1949年
- 長篇小說《殘兵》（Tàn Binh），1949年
- 長篇小說《亂》（Loạn），1950年
- 長篇小說《毒水》（Nước Độc），1972年

## 家庭
阮文祿的胞弟阮文長教授是越南教育家，曾擔任越南共和國教育部長，2018年逝世於美國休斯頓。
阮文祿去世時留下了妻子和四個子女，最小的2歲，最大的7歲。

## 外部鏈接
- 阮文祿內閣及行動章程（1967年）

| 官衔          | 官衔                                            | 官衔          |
| ------------- | ----------------------------------------------- | ------------- |
| 前任： 阮高祺 | 第9任越南共和国总理 1967年9月1日－1968年5月17日 | 繼任： 陈文香 |